# Isolepis leptostachya
Isolepis leptostachya är en halvgräsart som beskrevs av Carl Sigismund Kunth. Isolepis leptostachya ingår i släktet borstsävssläktet, och familjen halvgräs. Inga underarter finns listade i Catalogue of Life.